# Plusiogramma aurosigna
Plusiogramma aurosigna är en fjärilsart som beskrevs av George Francis Hampson 1895. Plusiogramma aurosigna ingår i släktet Plusiogramma och familjen tandspinnare. Inga underarter finns listade i Catalogue of Life.